# Kościół św. Stanisława Biskupa Męczennika w Pławnie
Kościół świętego Stanisława Biskupa Męczennika – rzymskokatolicki kościół parafialny należący do Dekanatu Gidle archidiecezji częstochowskiej.

## Historia
Obecna murowana świątynia zbudowana została w latach 1878–1881 dzięki staraniom księdza Rajmunda Kamińskiego oraz ówczesnego właściciela Pławna i jego mieszkańców. Budowla została konsekrowana w dniu 5 września 1904 roku przez biskupa Stanisława Zdzitowieckiego. Świątynia została wzniesiona w stylu neoromańskim. We wnętrzu znajdują się trzy ołtarze i chrzcielnica pochodzące ze starszego kościoła. W 1942 roku okupanci hitlerowscy zabrali ze świątyni zabytkowy tryptyk gotycki z XIII wieku, przedstawiający historię św. Stanisława ze Szczepanowa – biskupa i męczennika, zwany tryptykiem z Pławna. Został on odzyskany przez Muzeum Narodowe w Warszawie, ale mimo starań, nie wrócił do świątyni. Muzeum przekazało tylko kopię tego zabytku, która znajduje się w ołtarzu głównym. Obecnie trwają prace remontowe przy kościele.